# Le Locheur
Le Locheur (wymowaⓘ) – miejscowość i dawna gmina we Francji, w regionie Normandia, w departamencie Calvados. W 2013 roku liczba ludności wynosiła 270 mieszkańców.
W dniu 1 stycznia 2017 roku z połączenia trzech ówczesnych gmin – Le Locheur, Noyers-Missy oraz Tournay-sur-Odon – utworzono nową gminę Val-d’Arry. Siedzibą gminy została miejscowość Noyers-Bocage.